# Wetenschapscommunicatie

Een illustratie van de Newtonpendel.

Wetenschapscommunicatie of Wetenschaps- en Techniekcommunicatie (WTC), is de communicatie in met name publieke media, over wetenschappelijke bevindingen en onderzoek met niet-wetenschappers. Vaak gebeurt dit door professionele wetenschappers zelf die, naast hun wetenschappelijke werk, doen aan 'popularisering' of outreach over hun vakgebied. Daarnaast is er de populaire wetenschap, als een op zichzelf staand onderzoeksgebied. Het professionele veld omvat de wetenschapsjournalistiek, tentoonstellingen in (wetenschaps)musea, wetenschapsbeleid door de overheid en mediaproducties  over wetenschap.
Wetenschapscommunicatie wordt door overheden en bedrijven gezien als iets belangrijks. In de eerste plaats om interesse te wekken bij jongeren, die vervolgens wellicht eerder een technische opleiding zullen kiezen, mede met het oog op de groeiende vraag naar hoger opgeleide bèta's. Daarnaast zorgt verhoogde wetenschappelijke geletterdheid ervoor dat burgers een beter onderbouwde keuze kunnen maken of reactie kunnen geven.
Wetenschapscommunicators gebruiken dezelfde methoden van entertainment en overtuigingskracht als andere vakgebieden, zoals humor, het verhalen vertellen en het gebruik van metaforen. Wetenschappers worden soms getraind in acteertechnieken.

## Wetenschappelijke opleidingen
Aan verschillende Nederlandse  universiteiten wordt wetenschapscommunicatie als masteropleiding aangeboden, met name aan de:
- Rijksuniversiteit Groningen (Educatie en Communicatie in de Wiskunde en Natuurwetenschappen)
- Universiteit van Amsterdam (Major Science Communication)
- Vrije Universiteit Amsterdam (Wetenschapscommunicatie voor Bèta-onderzoekers)
- Radboud Universiteit Nijmegen (Wetenschapscommunicatie)
- Tilburg University (Wetenschapscommunicatie)
- Universiteit Leiden (Science Communication & Society)
- Universiteit Utrecht (Science Education and Communication)
- Universiteit Twente (Science Education and Communication)
- Technische Universiteit Delft (Science Education and Communication)
- Technische Universiteit Eindhoven (Science Education and Communication)

De meeste van deze masters kunnen worden gevolgd na het afronden van een technische bachelor. Vaak is er ook een educatie-variant die studenten een eerstegraads onderwijsbevoegdheid geeft.

## Verder lezen
- Willems, J.C.M. (red.) (2007) Basisboek wetenschapscommunicatie (Den Haag: Boom Lemma Uitgevers).
- Van Dam, Frans, De Bakker, Liesbeth, Dijkstra, Anne M. (red.) (2014) Wetenschapscommunicatie, een kennisbasis (Den Haag: Boom Lemma Uitgevers).

## Zie ook

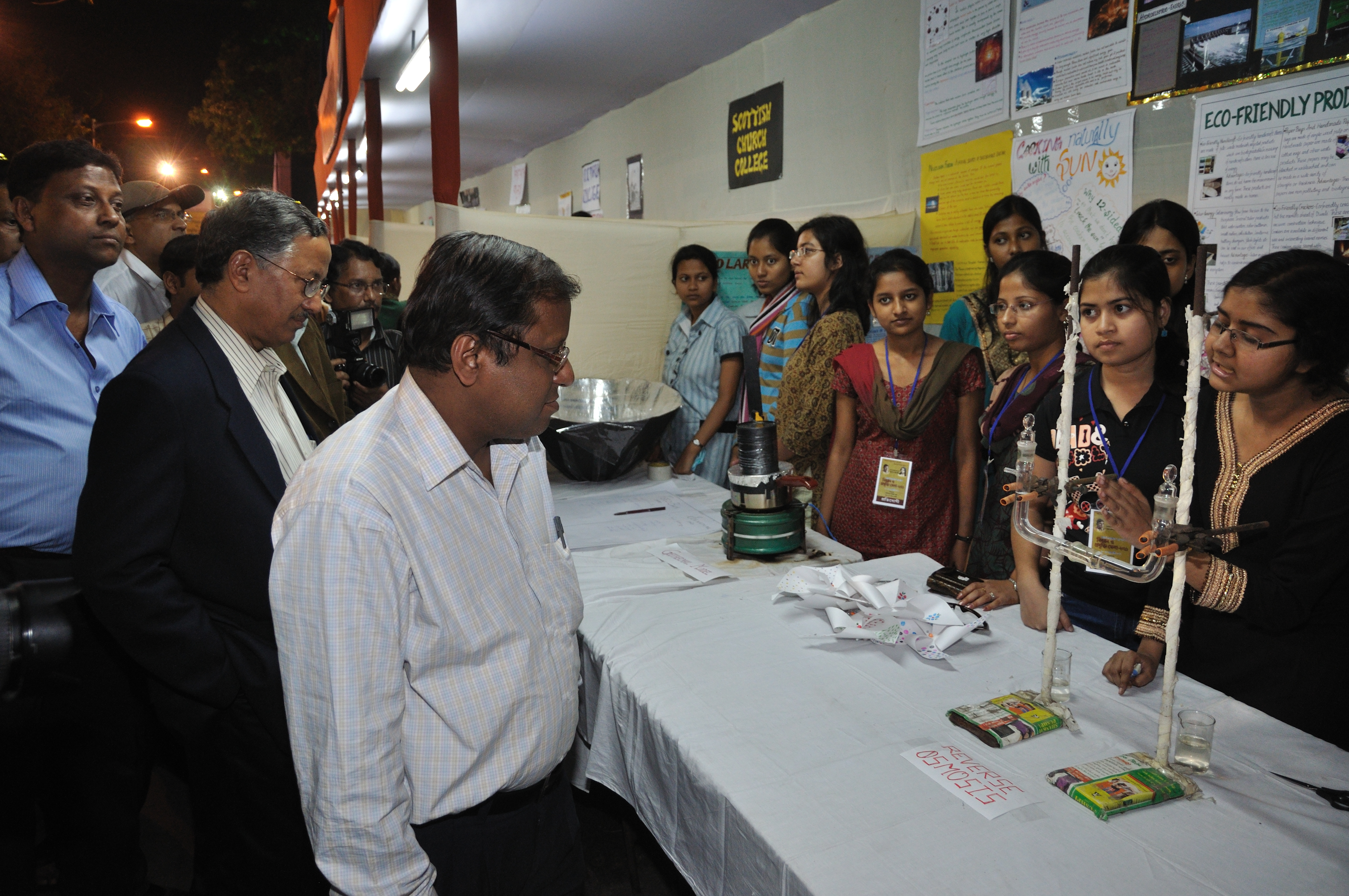
Studenten leggen wetenschappelijke projecten uit aan bezoekers. Susanna Hornig stelt dat iedereen een betekenisvolle bijdrage aan wetenschap kan leveren, ook al gaat men niet zo diep als onderzoekers zelf doen.

## Externe verwijzingen
- Indian Science Communication Society
- Current discussions on Science Communication
- University of Oxford - Talking to Camera - teaching scientists to communicate
- The Center for Communicating Science, Stony Brook University